# مدينة ماسبات
مدينة ماسبات (بالإنجليزية: City of Masbate )‏ هي مدينة في الفلبين، تتبع ماسبات، وهي عاصمتها، بلغ عدد سكانها 85,227  نسمة في 2010، تبلغ مساحتها 188.00 كيلومتر مربع، رمزها البريدي هو 5400.

## الموقع
تشترك في الحدود مع:
- Baleno, Masbate [الإنجليزية]‏
- Mobo, Masbate [الإنجليزية]‏
- San Fernando, Masbate [الإنجليزية]‏.

## المناخ
يظهر الجدول التالي التغييرات المناخية على مدار السنة لمدينة ماسبات:
| البيانات المناخية لـمدينة ماسبات  | البيانات المناخية لـمدينة ماسبات | البيانات المناخية لـمدينة ماسبات | البيانات المناخية لـمدينة ماسبات | البيانات المناخية لـمدينة ماسبات | البيانات المناخية لـمدينة ماسبات | البيانات المناخية لـمدينة ماسبات | البيانات المناخية لـمدينة ماسبات | البيانات المناخية لـمدينة ماسبات | البيانات المناخية لـمدينة ماسبات | البيانات المناخية لـمدينة ماسبات | البيانات المناخية لـمدينة ماسبات | البيانات المناخية لـمدينة ماسبات | البيانات المناخية لـمدينة ماسبات |
| الشهر                             | يناير                            | فبراير                           | مارس                             | أبريل                            | مايو                             | يونيو                            | يوليو                            | أغسطس                            | سبتمبر                           | أكتوبر                           | نوفمبر                           | ديسمبر                           | المعدل السنوي                    |
| --------------------------------- | -------------------------------- | -------------------------------- | -------------------------------- | -------------------------------- | -------------------------------- | -------------------------------- | -------------------------------- | -------------------------------- | -------------------------------- | -------------------------------- | -------------------------------- | -------------------------------- | -------------------------------- |
| الدرجة القصوى °م (°ف)             | 37.6 (99.7)                      | 35.4 (95.7)                      | 36.3 (97.3)                      | 37.5 (99.5)                      | 37.4 (99.3)                      | 36.8 (98.2)                      | 36.8 (98.2)                      | 35.8 (96.4)                      | 36.1 (97.0)                      | 36.0 (96.8)                      | 36.0 (96.8)                      | 34.2 (93.6)                      | 37.6 (99.7)                      |
| متوسط درجة الحرارة الكبرى °م (°ف) | 30.4 (86.7)                      | 31.1 (88.0)                      | 32.2 (90.0)                      | 33.5 (92.3)                      | 34.0 (93.2)                      | 33.4 (92.1)                      | 32.6 (90.7)                      | 32.6 (90.7)                      | 32.6 (90.7)                      | 32.4 (90.3)                      | 31.7 (89.1)                      | 30.7 (87.3)                      | 32.2 (90.0)                      |
| المتوسط اليومي °م (°ف)            | 26.9 (80.4)                      | 27.2 (81.0)                      | 28.1 (82.6)                      | 29.3 (84.7)                      | 29.8 (85.6)                      | 29.5 (85.1)                      | 28.8 (83.8)                      | 28.9 (84.0)                      | 28.8 (83.8)                      | 28.6 (83.5)                      | 28.1 (82.6)                      | 27.3 (81.1)                      | 28.4 (83.1)                      |
| متوسط درجة الحرارة الصغرى °م (°ف) | 23.3 (73.9)                      | 23.3 (73.9)                      | 23.9 (75.0)                      | 25.0 (77.0)                      | 25.7 (78.3)                      | 25.6 (78.1)                      | 25.1 (77.2)                      | 25.1 (77.2)                      | 25.0 (77.0)                      | 24.8 (76.6)                      | 24.6 (76.3)                      | 23.8 (74.8)                      | 24.6 (76.3)                      |
| أدنى درجة حرارة °م (°ف)           | 19.0 (66.2)                      | 16.1 (61.0)                      | 19.5 (67.1)                      | 21.1 (70.0)                      | 21.3 (70.3)                      | 21.3 (70.3)                      | 21.3 (70.3)                      | 19.8 (67.6)                      | 20.1 (68.2)                      | 20.0 (68.0)                      | 20.4 (68.7)                      | 18.2 (64.8)                      | 16.1 (61.0)                      |
| معدل هطول الأمطار مم (إنش)        | 169.3 (6.67)                     | 101.8 (4.01)                     | 86.9 (3.42)                      | 54.1 (2.13)                      | 118.0 (4.65)                     | 155.7 (6.13)                     | 227.0 (8.94)                     | 178.1 (7.01)                     | 212.6 (8.37)                     | 233.0 (9.17)                     | 254.9 (10.04)                    | 258.9 (10.19)                    | 2٬050٫4 (80.72)                  |
| متوسط الأيام الممطرة (≥ 0.1 mm)   | 16                               | 12                               | 11                               | 7                                | 9                                | 14                               | 18                               | 17                               | 18                               | 18                               | 18                               | 20                               | 178                              |
| متوسط الرطوبة النسبية (%)         | 86                               | 84                               | 83                               | 80                               | 80                               | 81                               | 83                               | 83                               | 83                               | 84                               | 85                               | 86                               | 83                               |
| المصدر: PAGASA                    |                                  |                                  |                                  |                                  |                                  |                                  |                                  |                                  |                                  |                                  |                                  |                                  |                                  |